# Nanduk różowowłosy
Nanduk różowowłosy (Nhandu tripepii) – gatunek pająka z infrarzędu ptaszników i rodziny ptasznikowatych. Endemit Brazylii.

## Taksonomia i ewolucja
|  | N. carapoensis                                                      |
|  |                                                                     |
|  | \| \| N. coloratovillosus \| \| \| \| \| \| N. tripepii \| \| \| \| |
|  |                                                                     |
|  | N. coloratovillosus                                                 |
|  |                                                                     |
|  | N. tripepii                                                         |
|  |                                                                     |

|  | N. coloratovillosus |
|  |                     |
|  | N. tripepii         |
|  |                     |

|  | N. carapoensis                                                      |
|  |                                                                     |
|  | \| \| N. coloratovillosus \| \| \| \| \| \| N. tripepii \| \| \| \| |
|  |                                                                     |
|  | N. coloratovillosus                                                 |
|  |                                                                     |
|  | N. tripepii                                                         |
|  |                                                                     |

|  | N. coloratovillosus |
|  |                     |
|  | N. tripepii         |
|  |                     |

Gatunek ten opisany został po raz pierwszy w 1984 roku przez Édouarda Dresco na łamach „Revue Arachnologique” pod nazwą Eurypelma tripepii. Jako miejsce typowe wskazano brazylijski stan Pará. W 1985 roku Robert J. Raven przeniósł go do rodzaju Hapalopus. W 1998 roku Günter E.W. Schmidt i Robert Samm opisali gatunek Vitalius vulpinus, również jako miejsce typowe wskazując Parę. Przeniesiony został on w 2001 roku przez Rogéria Bertaniego do rodzaju Nhandu. W 2009 roku Roberto H. Nagahama, Caroline S. Fukushima i Bertani przenieśli do rodzaju Nhandu gatunek opisany przez Dresco i zsynonimizowali z nim N. vulpinus.
Według wyników analizy filogenetycznej opublikowanych w 2001 roku przez Bertaniego omawiany gatunek zajmuje pozycję siostrzaną względem nanduka barwnowłosego (N. coloratovillosus), tworząc z nim klad siostrzany dla nanduka czerwonowłosego (N. carapoensis), podczas gdy nanduk sawannowy (N. cerradensis) zajmuje w obrębie rodzaju pozycję bazalną.

## Morfologia
Samce osiągają od 50 do 60 mm, a samice od 70 do ponad 80 mm długości ciała.
Karapaks jest brązowy, porośnięty łososiowej barwy włoskami krótkimi i cienkimi oraz bardzo długimi i kręconymi, przy czym u samicy udział tych kręconych jest większy niż u samca. W kształcie karapaks jest dłuższy niż szerszy, o lekko wyniesionej i sklepionej części głowowej. Jamka jest głęboka i krótka, u samicy prosta, a u samca nieco ku przodowi wygięta. Szczękoczułki mają po od 10 do 12 zębów na krawędziach bruzd. Sternum i biodra są brązowe, krótko i cienko owłosione. Odnóża są brązowe z ciemniejszymi udami, tak z wierzchu, jak i od spodu obficie porośnięte długimi włoskami łososiowej barwy, pozbawione obrączkowania i o słabo zaznaczonych jasnych przepaskach. U samca pierwsza para odnóży ma na goleni apofizę (hak) z dwiema osadzonymi na wspólnej podstawie, prostymi gałęziami, z których tylno-boczna jest pośrodku przewężona, a nadstopie wykrzywione tak, że w pozycji napiętej wchodzi w kontakt z wierzchołkiem wspomnianej gałęzi tylno-bocznej.
Opistosoma (odwłok) u obu płci ma włoski drażniące typu I i III. Ubarwiona jest beżowo z długim, łososiowym owłosieniem.
Nogogłaszczki samca mają gruszkowaty bulbus z krótkim, nieco bocznie w odsiebnym odcinku spłaszczonym embolusem, zaopatrzonym w kile przednio-boczne, z których prolateralny górny tworzy odsiebnie krawędź embolusa, retrolateralny jest wydatny i zaostrzony, apikalny jest rozwinięty w części pośrodkowej, a subapikalny dobrze wykształcony, trójkątny i obrzeżony drobnymi ząbkami.
Genitalia samicy zawierają krótkie spermateki o słabo wyodrębnionych i tak szerokich jak część wierzchołkowa częściach nasadowych.

## Ekologia i występowanie
Pająk ten zasiedla dno wilgotnych lasów równikowych.
Gatunek neotropikalny, południowoamerykański, endemiczny dla amazońskiej części Brazylii, podawany z północnego wschodu stanu Pará i północnego zachodu stanu Maranhão.

## Hodowla
Zaleca się temperaturę około 25 °C i utrzymywanie podłoża stale wilgotnego, aczkolwiek gatunek ten jest względnie odporny na okresowe przesuszenie. Dla dorosłego osobnika zaleca się terrarium o minimalnych wymiarach 30 × 30 × 20 cm. Osobniki młode są raczej spokojne, starsze stają się bardziej agresywne. Samice w hodowlach dożywają 15–20 lat, samce giną zaś około roku po przejściu ostatniej wylinki.